# NHL 1919/20
Die NHL-Saison 1919/20 war die dritte Spielzeit der National Hockey League. Die Saison wurde in einer Vorrunde und einer Rückrunde mit je zwölf Spielen ausgetragen. Die Ottawa Senators gewannen beide Hälften der Saison und mussten sich daher nicht für die Finals qualifizieren. Es waren erneut die Seattle Metropolitans der Gegner. Ottawa gewann die Finalserie mit 3:2 und sicherte sich dadurch den Stanley Cup. Die Quebec Bulldogs nahmen nun den Spielbetrieb auf und erhielten ihre Spieler zurück. Das Team der Toronto Arenas wurde an eine Gruppe um Fred Hambly verkauft. Das Team sollte ursprünglich in Tecumsehs umbenannt werden, dann entschied man sich jedoch für Toronto St. Patricks. Joe Malone schloss sich dem neuen Team in Quebec an und wurde wieder Toptorjäger. In Toronto tauchte mit Cully Wilson einer der ersten „bösen Buben“ der NHL auf. In der PCHA wurde er ausgeschlossen, nachdem er mit einem Cross Check einem Spieler der Vancouver Millionaires das Jochbein gebrochen hatte. In der NHL saß er in 23 Spielen 86 Minuten auf der Strafbank.

## Reguläre Saison

### Abschlusstabellen
Abkürzungen: GP = Spiele, W = Siege, L = Niederlagen, T = Unentschieden, GF = Erzielte Tore, GA = Gegentore, Pts = Punkte
|                       | GP | W | L  | T | GF | GA | Pts |
| --------------------- | -- | - | -- | - | -- | -- | --- |
| Ottawa Senators       | 12 | 9 | 3  | 0 | 59 | 23 | 18  |
| Canadiens de Montréal | 12 | 8 | 4  | 0 | 62 | 51 | 16  |
| Toronto St. Patricks  | 12 | 5 | 7  | 0 | 52 | 62 | 10  |
| Quebec Bulldogs       | 12 | 2 | 10 | 0 | 44 | 81 | 4   |

|                       | GP | W  | L  | T | GF | GA | Pts |
| --------------------- | -- | -- | -- | - | -- | -- | --- |
| Ottawa Senators       | 12 | 10 | 2  | 0 | 62 | 41 | 20  |
| Toronto St. Patricks  | 12 | 7  | 5  | 0 | 67 | 44 | 14  |
| Canadiens de Montréal | 12 | 5  | 7  | 0 | 67 | 62 | 10  |
| Quebec Bulldogs       | 12 | 2  | 10 | 0 | 47 | 96 | 4   |

### Beste Scorer
Abkürzungen: GP = Spiele, G = Tore, A = Assists, Pts = Punkte
| Spieler         | Team     | GP | G  | A  | Pts |
| --------------- | -------- | -- | -- | -- | --- |
| Joe Malone      | Quebec   | 17 | 22 | 10 | 32  |
| Newsy Lalonde   | Montreal | 17 | 22 | 6  | 28  |
| Frank Nighbor   | Ottawa   | 18 | 19 | 9  | 28  |
| Corb Denneny    | Toronto  | 18 | 18 | 4  | 22  |
| Jack Darragh    | Ottawa   | 17 | 14 | 5  | 19  |
| Reg Noble       | Toronto  | 17 | 12 | 4  | 16  |
| Amos Arbour     | Montreal | 14 | 11 | 3  | 14  |
| Cully Wilson    | Toronto  | 14 | 11 | 3  | 14  |
| Didier Pitre    | Montreal | 15 | 8  | 6  | 14  |
| Punch Broadbent | Ottawa   | 18 | 7  | 6  | 13  |

## Stanley-Cup-Playoffs
Alle Spiele fanden im Jahr 1920 statt. Die Spiele 4 und 5 wurden in Toronto ausgetragen, da man dort auf Kunsteis spielen konnte.

### Stanley-Cup-Finale
| Ottawa Senators vs. Seattle Metropolitans             | Ottawa Senators vs. Seattle Metropolitans | Ottawa Senators vs. Seattle Metropolitans | Ottawa Senators vs. Seattle Metropolitans | Ottawa Senators vs. Seattle Metropolitans | Ottawa Senators vs. Seattle Metropolitans |
| Datum                                                 | Auswärtsteam                              | Auswärtsteam                              | Heimteam                                  | Heimteam                                  |                                           |
| ----------------------------------------------------- | ----------------------------------------- | ----------------------------------------- | ----------------------------------------- | ----------------------------------------- | ----------------------------------------- |
| 22. März                                              | Seattle                                   | 2                                         | 3                                         | Ottawa                                    |                                           |
| 24. März                                              | Seattle                                   | 0                                         | 3                                         | Ottawa                                    |                                           |
| 27. März                                              | Seattle                                   | 3                                         | 1                                         | Ottawa                                    |                                           |
| 30. März                                              | Seattle                                   | 5                                         | 2                                         | Ottawa                                    |                                           |
| 1. April                                              | Seattle                                   | 1                                         | 6                                         | Ottawa                                    |                                           |
| Ottawa gewinnt die Serie mit 3:2 und den Stanley Cup. |                                           |                                           |                                           |                                           |                                           |

### Stanley-Cup-Sieger
| Stanley-Cup-SiegerOttawa Senators | Torhüter: Clint Benedict Verteidiger: George Boucher, Sprague Cleghorn, Eddie Gerard (C), Horace Merrill Angreifer: Punch Broadbent, Morley Bruce, Jack Darragh, Cy Denneny, Jack MacKell, Frank Nighbor Cheftrainer: Pete Green General Manager: Tommy Gorman |